# Iotasperma
Iotasperma là một chi thực vật có hoa trong họ Cúc (Asteraceae).

## Loài
Chi Iotasperma gồm các loài: